# ذره آماتراسو
ذرهٔ آماتراسو (انگلیسی: Amaterasu particle) که نام آن در اساطیر ژاپنی از الهه خورشید برگرفته شده‌است، یک پرتوی کیهانی بسیار پرانرژی بود که در سال ۲۰۲۱ شناسایی شد و در پی آن در سال ۲۰۲۳ نیز بار دیگر شناسایی شد، با استفاده از رصدخانه پروژه آرایه تلسکوپ در یوتا، ایالات متحده دریافت شد. انرژی آن بیش از ۲۴۰ اگزا الکترون ولت (EeV) بود و از طریق دو دوجین ذره‌ای که به سمت آشکارسازهای زمین فرستاد استنباط شد. به نظر می‌رسد این ذره منفرد از فضای خالی محلی (Local Void) پدید آمده‌است، ناحیه‌ای خالی از فضا در مرز کهکشان راه شیری. هر ذره زیراتمی منفرد انرژی تقریباً معادل آجری را که از ارتفاع کمر یک فرد به زمین بیفتد، در خود نگه می‌دارد.
به گفتهٔ سرپرست این مطالعه، دانشیار توشیهیرو فوجی از دانشگاه متروپولیتن اوزاکا، «هیچ شی نجومی قابل تصوری که با جهتی که پرتو کیهانی از آن سو رسیده‌است شناسایی نشده‌است، که احتمال وجود پدیده‌های نجومی ناشناخته و منشأ فیزیکی جدیدی را، فراتر از مدل استاندارد نشان می‌دهد».
رویدادهای پرتوهای کیهانی بسیار پرانرژی گزارش شدهٔ پیشین شامل یک ذرهٔ ۳۲۰ EeV (الکترون‌ولت) در سال ۱۹۹۱] (ذره اوه خدای من)، یک ذره ۲۱۳ EeV در سال ۱۹۹۳ و یک ذرهٔ ۲۸۰ EeV در سال ۲۰۰۱ است. ] این ذره آماتراسو را به سومین پرتوی قدرتمند کیهانی تبدیل می‌کند که شناسایی شده‌است.